# آگوستینو دا سیه‌نا
 آگوستینو دا سیه‌نا (انگلیسی: Agostino da Siena؛ ۱۲۸۵ – ۱۳۴۷) یک مجسمه‌ساز، و معمار اهل ایتالیا بود.